# Trichoderma vulpinum
Trichoderma vulpinum är en svampart som beskrevs av Fuckel 1874. Trichoderma vulpinum ingår i släktet Trichoderma och familjen Hypocreaceae.   Inga underarter finns listade i Catalogue of Life.